# 烏姆阿利
35°01′N 8°18′E / 35.017°N 8.300°E

烏姆阿利（阿拉伯语：أم علي），是阿爾及利亞的城鎮，位於該國東北部，由泰貝薩省負責管轄，是烏姆阿利區的首府，面積188平方公里，2008年人口3,744，人口密度每平方公里20人。